# Калиш, Герман Георгиевич
Ге́рман Гео́ргиевич Калиш (1895—1965) ― советский учёный в области двигателестроения, педагог, доктор технических наук, профессор, лауреат Государственной премии СССР. Основатель научной школы топливоподающей аппаратуры и автоматического регулирования двигателей внутреннего сгорания.

## Биография
Родился 28 июня 1895 года в Москве в семье почётного гражданина Москвы, предпринимателя Калиша Георгия Германовича.
В 1912 году поступил на механический факультет Московского высшего технического училища. Параллельно с учёбой в МВТУ стремился получить практические навыки рабочих профессий, работал токарем на Мытищинском вагоностроительном заводе, в мастерских МВТУ. В 1920 году окончил МВТУ, остался там на преподавательской работе. В 1924 году назначен заведующим лабораторией двигателей внутреннего сгорания МВТУ.
Ещё во время учёбы в МВТУ с июля 1919 года работал монтёром-механиком в научно-автомобильной лаборатории НТО ВСХН, который через два года стал Научным автомобильным институтом (НАМИ), и с тех пор практически до конца своих дней не прерывал с НАМИ своих деловых и творческих связей. Длительное время утверждался членом коллегии НАМИ.
В 1927 году репрессирован и выслан из Москвы в Нижний Новгород, где с декабря 1927 по октябрь 1931 года работал преподавателем Нижегородского индустриального техникума, затем в Нижегородском университете. Здесь организовал лабораторию двигателей внутреннего сгорания, где проводил научные работы. На базе этой лаборатории в 1930 году в университете, при непосредственном участии Калиша, была создана кафедра двигателей внутреннего сгорания. Затем преподавал в Нижегородском механико-машиностроительном институте.
В феврале 1931 года вернулся в Москву и возобновил работу в НАМИ. С января 1932 года преподавал на кафедре «Двигатели внутреннего сгорания» МВТУ, где создал новую дисциплину «Быстроходные двигатели», в которой обобщил результаты научных исследований в предыдущие годы.
В 1935 году ему присвоено звание профессора.
В 1937—1940 годах Калиш со своими учениками изучали процессы и топливную аппаратуру двигателей с впрыскиванием бензина (центральный, распределенный и непосредственный впрыск бензина). Результаты этой работы нашли отражение в диссертациях, научно-технических отчетах и публикациях в периодической печати.
В годы Великой Отечественной войны МВТУ было эвакуировано в Ижевск, там Калиш принимал активное участие в разработке вопросов, связанных с переводом дизелей на работу с генераторным газом, полученным из древесных чурок. Разработал методику расчёта состава генераторного газа по условию химического равновесия компонентов газа. Данная работа Калиша была отмечена в 1943 году приказом наркома тяжёлого машиностроения Казаковым.
За участие в создании тракторных двигателей типа Д35 в 1946 году Калиш стал лауреатом Сталинской премии второй степени. В 1947 году Калишу присуждена учёная степень доктора технических наук без защиты диссертации, что явилось следствием его выдающихся научных достижений и высокого авторитета среди учёных и инженеров-теплотехников.
Профессор Калиш очень много сделал для науки и заводов двигателестроительной промышленности, главным образом в области исследования и расчёта процессов, протекающих в топливоподающей системе и регулирования, конструирования элементов топливной системы и регуляторов.
Под научным руководством Калиша закончили аспирантуру и успешно защитили кандидатские диссертации 26 инженеров в МВТУ, НАМИ. Ряд его учеников защитили докторские диссертации и стали докторами наук ― И. Астахов, В. Крутов, М. Айзерман и др.
Выйдя на пенсию продолжал активную работу, преподавал в аспирантуре НАМИ. Являлся членом Ученого Совета факультета Энергомашиностроение МВТУ.
Умер 12 мая 1965 года в Москве. Похоронен на Ваганьковском кладбище.

## Сочинения
- Быстроходные дизельмоторы автотракторного типа / Г. Г. Калиш, В. А. Колосов, Н. М. Левин-Коган. — Москва, 1933[3]